# Rhinanthus oesilensis
Rhinanthus oesilensis är en snyltrotsväxtart som först beskrevs av Karl Carl Ronniger och Saarson, och fick sitt nu gällande namn av I.T. Vassilczenko. Rhinanthus oesilensis ingår i släktet skallror, och familjen snyltrotsväxter. Inga underarter finns listade i Catalogue of Life.